# Sorrento (Rosario)

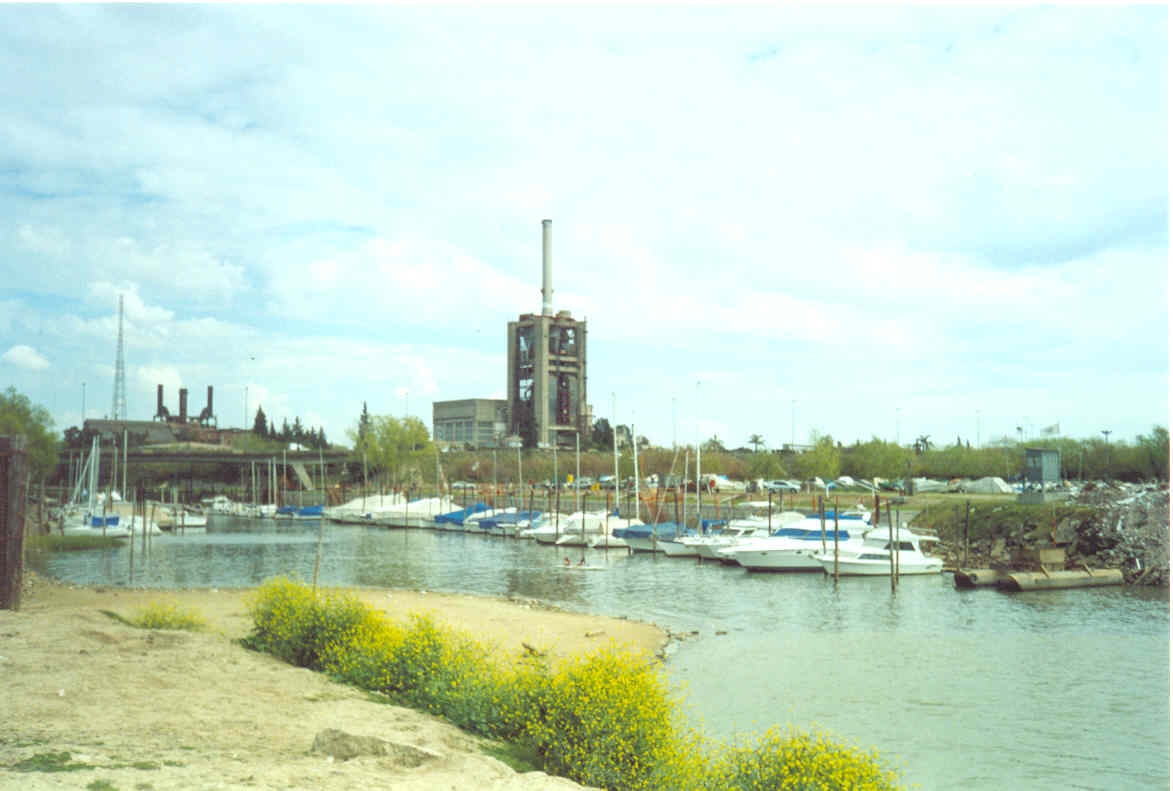
Arroyo Ludueña y Central Térmica Sorrento.

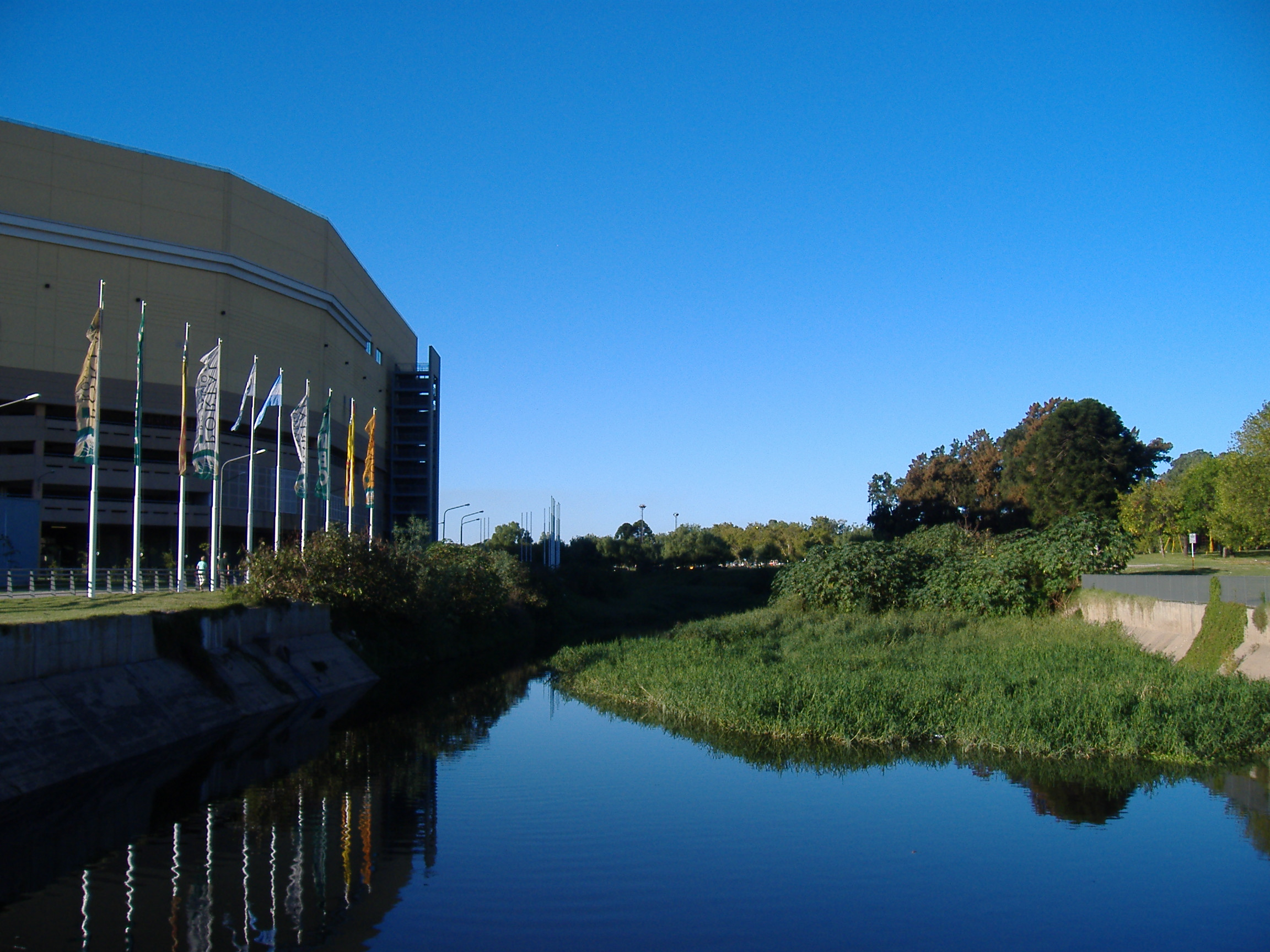
Arroyo Ludueña y Portal Rosario Shopping.

El Barrio Sarmiento, conocido comúnmente como Sorrento es un barrio residencial ubicado al norte de la ciudad de Rosario, Argentina, a orillas del río Paraná, entre los barrios Alberdi y Arroyito.
En el barrio se destacan sus casas estilo chalet, la central eléctrica Sorrento y los clubes Sparta y Argentino de Rosario.
A fines de 2004, en lo que otrora fue la empresa textil Estexa (ubicada en la margen del Arroyo Ludueña), se construyó uno de los dos centros comerciales (Shopping Center) de la ciudad de Rosario, llamado Portal Rosario.

## Toponimia
El primer nombre con el cual es conocido este barrio, fue impuesto en el año 1866 por el inmigrante Ernesto Brandt, quien tras afincarse en la zona encontró muchas similitudes con la localidad de Sorrento, ubicada en la Ciudad metropolitana de Nápoles, en Italia.
Tras la absorción del pueblo de Alberdi (al que pertenecía el barrio desde 1876) por parte del ejido municipal de Rosario, Sorrento pasó a ser parte también de Rosario. Unos años más tarde y por ordenanza municipal, el nombre del barrio fue cambiado en homenaje al expresidente argentino Domingo Faustino Sarmiento, mientras que la avenida principal retuvo el nombre de Sorrento. A pesar de ello, es común continuar refiriéndose a este barrio por su antiguo nombre.